# Avenue Albert-Bedouce
L'avenue Albert-Bedouce (en occitan : avenguda Albèrt Bedouce) est une voie de Toulouse, chef-lieu de la région Occitanie, dans le Midi de la France.

## Situation et accès

### Description
L'avenue Albert-Bedouce est une voie publique. Elle traverse le quartier de Sauzelong-Rangueil.

### Voies rencontrées
L'avenue Albert-Bedouce rencontre les voies suivantes, dans l'ordre des numéros croissants (« g » indique que la rue se situe à gauche, « d » à droite) :
1. Rue Delmas (g)
2. Avenue des Écoles-Jules-Julien (d)
3. Avenue de Rangueil
4. Avenue des Avions (d)
5. Rue des Pastourelles (d)
6. Avenue du Lauragais
7. Rue Vanini
8. Rue Virgile
9. Rue Léon-Bonnat
10. Rue Alain-René-Lesage (g)
11. Rue Jeanne-Marvig (d)
12. Rue Paul-Bourget (g)
13. Rue Paul-Éluard (d)
14. Rue du Midi (g)
15. Boulevard de la Marne

### Transports
La station Saouzelong, sur la ligne de métro , sur la place qui se forme au carrefour de l'avenue Albert-Bedouce et de la rue Virgile. Entre l'avenue de Rangueil et la rue Léon-Bonnat, l'avenue Albert-Bedouce est de plus parcourue par la ligne de bus 44. Enfin, la ligne de bus 27 passe à proximité immédiate, sur le boulevard de la Méditerranée.
Il existe également plusieurs stations de vélos en libre-service VélôToulouse le long de l'avenue Albert-Bedouce ou à proximité : les stations no 160 (21 avenue des Écoles-Jules-Julien), no 161 (35 avenue de Rangueil), no 163 (115 avenue Albert-Bedouce)  et no 164 (face 79 avenue Albert-Bedouce).

## Odonymie

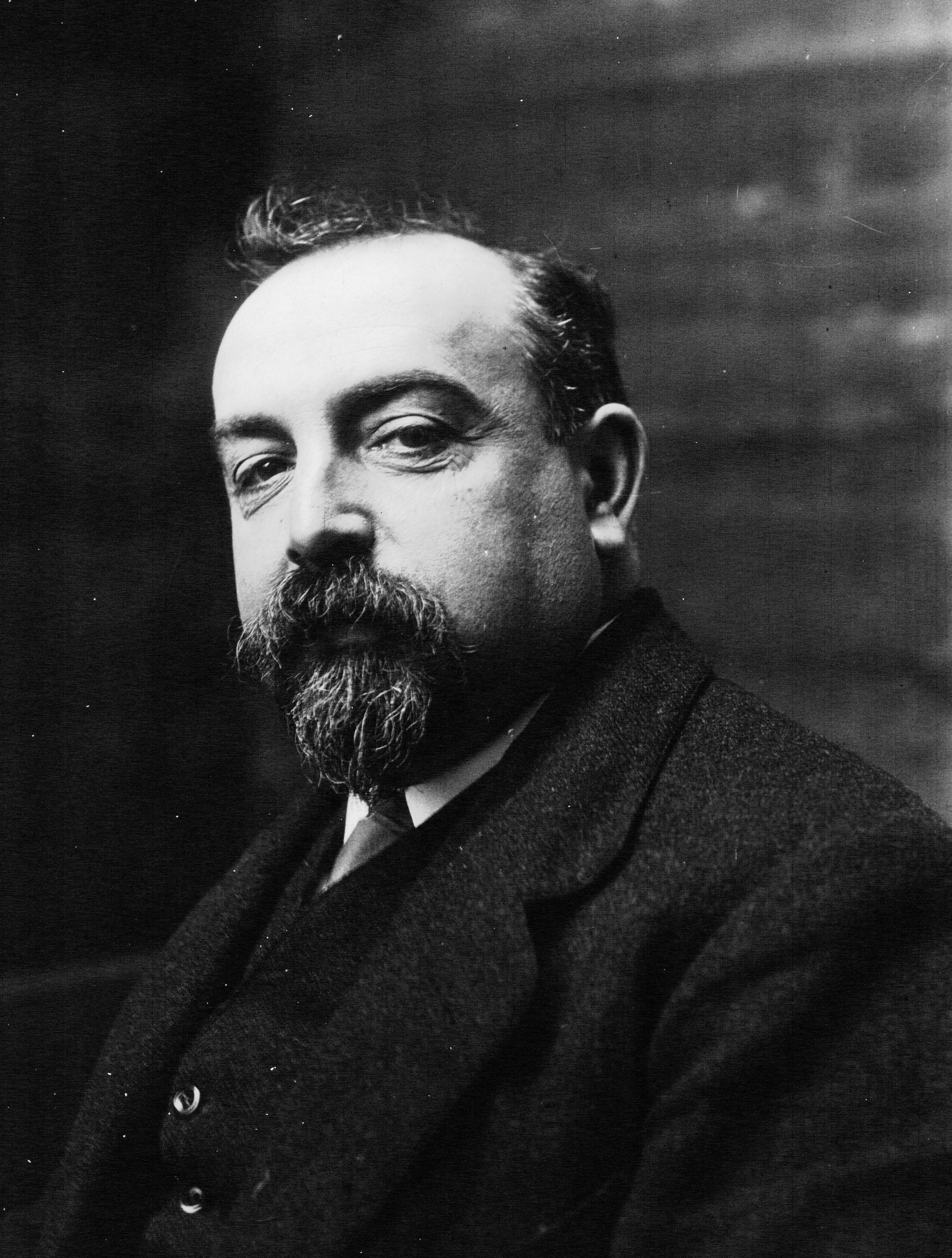
Portrait d'Albert Bedouce en 1914 (agence Meurisse, BnF).

L'avenue porte le nom d'Albert Bedouce (1869-1947), homme politique socialiste toulousain. Partisan de Jean Jaurès, athée et anticlérical, Albert Bedouce est une figure du socialisme municipal de la première moitié du XXe siècle – il est conseiller municipal de Toulouse de 1896 à 1906, de 1912 à 1919 et de 1925 à 1939, et brièvement maire de la ville en 1906. Il est également député de la Haute-Garonne de 1906 à 1919, puis de 1924 à 1940, et conseiller général de la Haute-Garonne de 1925 à 1942. Entre 1936 et 1937, il est ministre des Travaux publics du Front populaire dans le premier gouvernement Léon Blum.
Albert Bedouce est, par ailleurs, à l'origine de la création du développement du quartier de Sauzelong-Rangueil et de la création, entre 1925 et 1928, du lotissement de Rangueil, entre l'avenue de Rangueil, la rue Léon-Bonnat et l'avenue d'Italie. L'avenue de Miègesolles en formait la voie principale : c'est en 1953, lors de travaux de prolongement jusqu'au boulevard de la Marne et au canal du Midi, qu'elle prit le nom d'Albert Bedouce.

## Patrimoine et lieux d'intérêt
- no  28 : maison (deuxième moitié du XXe siècle)[3].
- no  64-70 et 67-73 : lotissement (deuxième moitié du XXe siècle).
- no  70 bis-94 et 77-115 : cité Rangueil. 
La cité Rangueil est construite entre 1956 et 1960 pour le compte de la Société toulousaine de coordination et de gestion immobilière (SOTOCOGI).
- no  92 : école élémentaire Saouzelong.